# Europejskie Igrzyska Halowe w Lekkoatletyce 1966 – skok w dal mężczyzn
Skok w dal mężczyzn – jedna z konkurencji technicznych rozgrywanych podczas lekkoatletycznych europejskich igrzysk halowych w hali Westfalenhalle w Dortmundzie. Kwalifikacje i finał (jak zresztą całe igrzyska) zostały rozegrane 27 marca 1966. Zwyciężył reprezentant Związku Radzieckiego Igor Ter-Owanesian.

## Rezultaty

### Kwalifikacje
W kwalifikacjach wzięło udział 11 skoczków.
Opracowano na podstawie materiału źródłowego.
| Poz. | Zawodnik             | Reprezentacja | #1   | #2   | #3   | Rezultat | Uwagi |
| ---- | -------------------- | ------------- | ---- | ---- | ---- | -------- | ----- |
| 1.   | Igor Ter-Owanesian   | ZSRR          | x    | 7,67 | –    | 7,67     | Q     |
| 2.   | Armin Baumert        | RFN           | x    | 7,29 | 7,51 | 7,51     | Q     |
| 3.   | Jean Cochard         | Francja       | x    | x    | 7,47 | 7,47     | Q     |
| 4.   | Jochen Eigenherr     | RFN           | 6,96 | 7,22 | 7,42 | 7,42     | Q     |
| 5.   | Hermann Latzel       | RFN           | 7,31 | 7,33 | 7,38 | 7,38     | Q     |
| 6.   | Luis Felipe Areta    | Hiszpania     | 7,29 | x    | 7,35 | 7,35     | Q     |
| 7.   | Roberto Bonechi      | Włochy        | x    | 7,10 | 7,30 | 7,30     |       |
| 8.   | Dimostenios Maglaras | Grecja        | 6,83 | 7,24 | 4,99 | 7,24     |       |
| 9.   | Yves Theisen         | Belgia        | 7,10 | 7,13 | 7,20 | 7,20     |       |
| 10.  | Jack Pani            | Francja       | 7,14 | 7,15 | 7,20 | 7,14     |       |
| 11.  | Walter Zuberbühler   | Szwajcaria    | x    | 6,80 | 6,87 | 6,87     |       |

### Finał
Opracowano na podstawie materiału źródłowego.
| Poz. | Zawodnik           | Reprezentacja | Próby | Próby | Próby | Próby | Próby | Próby | Wynik | Uwagi |
| Poz. | Zawodnik           | Reprezentacja | 1     | 2     | 3     | 4     | 5     | 6     | Wynik | Uwagi |
| ---- | ------------------ | ------------- | ----- | ----- | ----- | ----- | ----- | ----- | ----- | ----- |
| 01 ! | Igor Ter-Owanesian | ZSRR          | x     | 8,00  | x     | 8,04  | 8,23  | 8,14  | 8,23  | WR    |
| 02 ! | Armin Baumert      | RFN           | x     | x     | x     | x     | 7,69  | 7,79  | 7,79  |       |
| 03 ! | Jochen Eigenherr   | RFN           | 7,46  | 7,60  | 7,37  | 7,63  | x     | 5,76  | 7,63  |       |
| 4.   | Luis Felipe Areta  | Hiszpania     | 7,51  | x     | 7,37  | 7,30  | 7,39  | 7,52  | 7,52  |       |
| 5.   | Jean Cochard       | Francja       | x     | x     | x     | 7,40  | x     | 7,44  | 7,44  |       |
| 6.   | Hermann Latzel     | RFN           | x     | 7,43  | 7,36  | x     | 7,32  | 7,29  | 7,43  |       |